# George Devereux (13e vicomte Hereford)
George Devereux, 13e vicomte Hereford (25 avril 1744 - 31 décembre 1804) est un pair britannique.

## Biographie
Il est le deuxième fils d'Edward Devereux (11e vicomte Hereford) et de son épouse Catherine Mytton. Ses grands-parents maternels sont Richard Mytton de Pontyscowryd et Garth, High Sheriff de Montgomeryshire et Dorothy Wynn.
Le 15 décembre 1768, George épouse sa cousine, Marianna Devereux. Son beau-père homonyme est George Devereux de Tregoyd. Ils ont cinq enfants :
- Henry Devereux (14e vicomte Hereford) (9 février 1777 - 31 mai 1843).
- Marianna Devereux (décédée le 9 décembre 1847). Mariée à James Cockburn (9e baronnet).
- Charlotte Henrietta Marianna Devereux (décédée le 9 décembre 1847). Mariée à Henry Wellington de Hay Castle.
- Juliana Stratford Marianna Devereux (décédée en 1850). Mariée à Henry Eyre de Botleigh Grange.
- Catherine Eliza Marianna Devereux (décédée en 1856). Mariée d'abord à Walter Wilkins de Maeslough Castle et ensuite à William Richard Stretton.

Son frère aîné Edward Devereux, 12e vicomte Hereford a succédé à leur père mais meurt sans enfant le 1er août 1783. 